# Мультивселенная (Marvel Comics)
Большинство историй Marvel Comics происходит в вымышленной Вселенной Marvel, которая, в свою очередь, является частью большей мультивселенной. Начиная с выпусков «Captain Britain», основная хронология, в которой происходит большинство сюжетных линий Marvel, была обозначена как Земля-616, и мультивселенная была установлена как защищаемая Мерлином. В каждой вселенной есть Капитан Британия, назначенный защищать свою версию Британских островов. Вместе эти защитники известны как Корпус Капитанов Британий. Это нумерологическое обозначение было продолжено в серии «Excalibur» и других изданиях. Каждую вселенную Мультивселенной в Marvel, похоже, также защищает Доктор Стрэндж, назначенный мистической троицей Вишанти защищать мир от внутренних и внешних угроз, в основном, магического свойства с помощью Глаза Агамотто.
Позже многие авторы использовали и преобразовывали мультивселенную в таких изданиях, как «Exiles», «X-Man» и «Ultimate Fantastic Four» (Ultimate-Фантастическая четвёрка). Новые вселенные также ответвлялись от историй с участием путешествующих во времени персонажей, вроде Рэйчел Саммерс, Кейбла и Бишопа, поскольку их действия делали их родные времена альтернативными линиями времени.
Мультивселенная также играет роль в Кинематографической вселенной Marvel, также известной как Земля-199999, которая представлена в Докторе Стрэндже (2016), упоминается в Человеке-пауке: Вдали от дома (2019) и продолжая развиваться в Докторе Стрэндже: В мультивселенной безумия (2022), хотя понимается иначе, чем в комиксах. Эти планы существования, известные как измерения одной вселенной в комиксах, в КВМ называются разными вселенными.

## Определения
Система классификации альтернативных реальностей была придумана, в частности, Марком Грюнвальдом.

### Вселенная/Хронология
Вселенная/Хронология — это отдельная реальность, вроде Земли-616, основной Вселенной/хронологии Marvel. Пометка: в Marvel Comics концепция хронологии — не то же самое, что «измерение» или «вселенная»; например, персонажи вроде Мефисто и Дормамму происходят из других измерений, а Целестиалы из другой вселенной, но все они тем не менее принадлежат Земле-616. Хронологию также не следует путать со импринтом; к примеру, хотя события изданий под некоторыми штампами, вроде Ultimate Marvel, происходят в другой хронологии, некоторые или все публикации под другими штампами, такими как Epic Comics, Marvel MAX или Marvel UK, происходят в хронологии Земли-616. Пометка: в указание «Вселенная Marvel» часто используется как ссылка на Мультивселенную Marvel или даже Мегавселенную Marvel.

### Мультивселенная
Мультивселенная это собрание альтернативных вселенных с похожей природой и вселенской иерархией. В Мультивселенную Marvel входят Земля-616, большинство миров «What If?», а также большое число альтернативных Земель, появлявшихся во Вселенной Marvel.
Оригинальный термин и концепция были созданы Майклом Муркоком для его цикла «Вечный Воитель», главные персонажи которого аналогичны Корпусу Капитана Британии.

### Мегавселенная
Мегавселенная (Marvel Comics) включает в себя Новую вселенную, Ультравселенную и Мультивселенную, которые в свою очередь являются скоплением альтернативных вселенных и последовательностей, и ограничивается только Омнивселенной. Именно Мегавселенную охраняет Живой Трибунал. Издание «Official Handbook of the Marvel Universe» XXI века устанавливает термин «Мегавселенная» как название такого большего группирования, хотя, поскольку всегда есть вероятность, что какие-либо будущие публикации повысят взаимодействия между разными мультивселенными, это колеблющееся определение. Согласно официальному глоссарию Appendix руководства Вселенной Marvel (Official Handbook of the Marvel Universe), Мегавселенная была создана так называемым «Всевышним» — истинным Богом Марвел.

### Общевселенная
Общевселенная (Омнивселенная, Мироздание) — это собрание всех до единой Мегавселенных, измерений и временных промежутков, а также (альтернативных или карманных) и миров. Она включает не только Мегавселенную Marvel Comics, но и DC Comics, Image, Dark Horse, Archie и каждую вселенную, когда-либо упомянутую или увиденную (и бесконечное число никогда не упомянутых и не увиденных), включая наш собственный мир. Всё находится в Общевселенной и есть лишь одна Общевселенная (Метавселенная, Мироздание).
Согласно «Official Handbook of the Marvel Universe: Alternate Universes»: «Она включает в себя каждое литературное творение, телесериал, кино, городскую легенду, вселенную, измерение и т. д., когда-либо существовавшие. Она включает всех, от Попая до Рокки Бальбоа, до Рональда Рейгана, до Ромео и Джульетты, до Люка Скайуокера и т. д.».
Термин был создан Марком Грюнвальдом в его фанатской публикации «Трактат по Реальности в литературе комиксов» и был также названием фэнзина, два выпуска которого он опубликовал, прежде чем был принят на работу в Marvel. До этого подобную концепцию разрабатывал Роберт Хайнлайн (идея «Мир как миф»).

## Альтернативные вселенные
Наиболее заметно, что почти каждый отдельный сюжет серий «What If…» (Что если бы…) и «Exiles» относится к отдельной вселенной в мультивселенной, хотя случайная пара выпусков, где персонажи и ситуации не совпадают, очевидно, могли разделять вселенную. Числовые обозначения для таковых редко открываются вне ссылочных работ, таких как «Official Handbook of the Marvel Universe: Alternate Universes 2005» (Официальный справочник Вселенной Marvel: Альтернативные вселенные). Впрочем, БРОНЯ и Проект Пегас, похоже, обладают обширными знаниями о других реальностях Marvel и используют те же обозначения; просто ли это для удобства сюжета со стороны авторов Marvel или необычное решение этих агентств использовать по сути инопланетный метод каталогизации, ещё не заявлено.
Числовые обозначения этих альтернативных вселенных за прошедшие годы были подтверждены Marvel Comics и составлены в Official Handbook of the Marvel Universe: Alternate Universes 2005-го и публикациях Marvel после выпуска «Handbook». Преобладающим методом нумерования вселенной является получение чисел каким-либо образом от даты издания выпуска, связанного со вселенной, обычно её первым появлением. Это в свою очередь основано на ошибочном предположении, что «Земля-616» получила свой номер от даты издания «The Fantastic Four» (Фантастическая четвёрка) № 1 (ноябрь 1961).

## Природа Мультивселенной
По словам Кузнеца, мутанты, живущие на этих альтернативных Землях, потеряли свои силы из-за Дня М, как было упомянуто в «Вымирающем виде», однако этой массовой потери сил не было видно ни в одном из нынешних изданий Marvel альтернативной реальности, таких как Exiles, комиксы Ultimate, Amazing Spider-Girl, комиксы Marvel Adventures или GeNext, хотя возможно, что проблема времени может быть связана с их исключением. Однако во время КомплеКСа мессии Кузнец сообщил, что сил лишились все мутанты в возможных будущих, а не в параллельных вселенных. Это, вдобавок к наблюдению БРОНИ, что Лира прибыла из альтернативной реальности, показывает, что топология мультивселенной Marvel основана на новых реальностях, расходящихся от ключевых точек оси времени, вместо строго параллельных измерений. А также узнаётся, что некоторые вселенные могут оказаться чужеродными или непригодными для жизни, такие как вселенная «TRN-666», если будет существовать хоть меньшая доля жизни.

### Другие реальности
См. также: Список миров Мультивселенной Marvel Comics. Не каждая альтернативная реальность является полностью независимой вселенной, вместо этого она сохраняет паритетные отношения с материнской реальностью. Другие могут существовать вообще вне мультивселенской структуры.

#### Карманные измерения: вселенные внутри вселенных
- Антиземля (Возрождение героев): Карманное измерение, где Франклин Ричардс сохранил многих супергероев Земли после событий, окружавших появление Натиска. Дум спас Антиземлю из нестабильного карманного измерения, поместив её на орбиту Земли-616 с противоположной стороны от Солнца.
- Вакуум: Карманное измерение, существующее внутри сумки талисманов Шамана.
- Камень Души: Карманное измерение, существующее внутри оранжевого Камня Бесконечности.
- Микровселенная: Изначально в Мультивселенной Marvel существовало много микровселенных. Наиболее часто посещается та, что содержит регионы, известные как Суб-Атомика и Родина Микронавтов.
- Моджомир: Измерение, где все существа увлекаются телепрограммами гладиаторского типа. Управляется Моджо и является домом Отстрельщика и Малышей Икс.
- Негативная зона: Большей частью необитаемая, эта вселенная параллельна земной со многими совпадениями. Одно большое различие — вся материя в Негативной зоне заряжена отрицательно. Здесь расположена Альфа-тюрьма Негативной Зоны. Также дом Бластаара и Аннигилуса.
- Посягновселенные: Ряд вселенных, признанных чрезвычайно могущественными неназванными существами неудачами; включает Измерение Самоубийства, Вздоровселенную, 976-вселенную, Мусоровселенную, Не-волнуйся-будь-счастлив-вселенную, Норьега-вселенную, Нарциссовселенную, Медиа-вселенную, Марионетковселенную и Вяловселенную.
- Потустороннее место: Также известно как «Чистилище» или «Дьявольское Чистилище». Магическое измерение демонов, которое исторически управлялось Беласко и было представлено, в основном, в комиксах Людей Икс.
- Случаемир: Вселенная, где происходит пародия «Marvel/DC».
- Холм: Опасное карманное измерение, использованное Михаилом Распутиным после потопа туннелей Морлоков. Распутин привёл всех Морлоков в Холм, чтобы растить их в настроениях «выживает сильнейший». В этом измерении время идёт в несколько раз быстрее. Хотя в 616 прошло только год или два, в Холме прошло больше 10 лет. Мэрроу и другие члены Генной Нации выросли в этом измерении.

#### Внешние реальности
- Авалон: Также известен как Потусторонний мир. Дом Мерлина, Ромы и Корпуса Капитанов Британий. Основан на мифическом Авалоне.
- Измерение Тёмной силы: Происхождение Тёмной силы неизвестно. Некоторые истории предполагают, что на самом деле это материя из параллельной вселенной, к которой можно получить доступ мистическим путём. В числе связанных персонажей Плащ и Саван.
- Паноптичрум: Место, позволяющее наблюдать и посещать любую реальность Мегавселенной Marvel, если не Общевселенной. Своя база скачущих по реальностям Изгнанников, структурно не похожа, но функционально похожа на Авалон.
- Чистилище: Также известно как «Истинное Чистилище» или «Темпоральное Чистилище». Вне времени, исторически управляется Иммортусом и место, куда Ром-космический рыцарь изгнал Страшных Призраков.